# اورا ناگه
اورا ناگه (به ژاپنی: 裏投)-(به انگلیسی: Ura nage) یکی از فنون و تکنیک‌های دستهٔ ناگه-وازا رشتهٔ ورزشی جودو است که در زیردستهٔ سوتمی-وازا دسته‌بندی می‌شود. 